# SPQR
S. P. Q. R. (лат. Senatus Populus Quiritium Romanus, Senatus — Сенат, Quiritium Romanus — Народ Рима) — акроним и аббревиатура латинской фразы, означающей «Сенат и народ Рима», которую изображали на штандартах римских легионов и которая использовалась как в республиканский, так и в имперский период. Имеет несколько вариантов расшифровки. Была заменена на христианский символ лабарум Константином Великим в 312 году.

## Значение аббревиатуры

### Происхождение
Точное значение аббревиатуры S.P.Q.R., скорее всего, имело архаическое происхождение даже во времена Древнего Рима.
Это значило: благодарность сенату и римскому народу (senatui populoque Romano).
- S скорее всего означает первую букву слова Senatus — «Сенат».
- Происхождение P неоднозначно, разные исследователи видят здесь первую литеру слов Populus или Populusque, «народ» или «и народ», соответственно.
- Происхождение Q также является поводом для споров, оно означало или -que — «и», или Quirites, или Quiritium. Оба последних — множественное число от Quiris «воин с копьем», но также и «гражданин», которое произошло от имени Квирина (Quirinus), первоначально сабинского божества, чьё святилище находилось на Квиринале, одном из семи холмов, на которых возник город. После заключения Ромулом мира с сабинами Квирин вошёл в римский пантеон богов. Под именем Квирина почитался обожествлённый Ромул. В честь Квирина римские граждане именовали себя квиритами. Квирин — бог народного собрания, отсюда полное наименование римлян «римский народ квиритов» (Populus Romanus Quiritium) (использовалось в официальных обращениях). В более позднее время культ Квирина, оттеснённый культом Юпитера и Марса, особой роли не играл. Но наименование «квириты» сохранилось.
- R наиболее вероятно означает Romae, Romanus или Romanorum, что переводится как «Рима» (род. падеж), «Римский» или «Римлян», соответственно.

Все эти значения приводят к следующим вариантам расшифровки аббревиатуры S.P.Q.R.:
- Senatus Populus Quiritium Romanus
  - Сенат и граждане Рима, где Quiritium происходит от Quiris — «гражданин».

Можно привести ещё несколько менее созвучных переводов, но более точно передающих смысл фразы:
  - «Сенат и свободный народ Рима» (некоторые историки приписывают слову «квирит» значение — «свободный»).
  - «Сенат и народ квиритов Рима» (дело в том, что «квирит», по сути, является термином, обозначающим гражданина Рима и аналогов в русском языке не имеет).
  - «Сенат и гражданское население Рима».
- Senatus Populusque Romanus
  - Сенат и народ Рима. Эту версию использовали с основания Римской республики и продолжали использовать на протяжении существования Римской империи. В таком виде она появляется на большинстве известных монументов и документов. Замечательными примерами этого является Арка Тита, построенная около 81 года н. э. для оказания почестей Титу и его отцу Императору Веспасиану. Также эту версию можно встретить на колонне Траяна, которая была построена в 113 году н. э. в знак уважения к Императору Траяну. Следует помнить, что все без исключения граждане были военнообязаны. Понятие «народ Рима» включало также женщин и детей (но не рабов). Однако эти последние, в отличие от взрослых мужчин, не обладали полноценными гражданскими правами.

## Новое Время
В эпоху Возрождения монограмма была переиначена другими городами: SPQN — в Нюрнберге, SPQV — Венеция и SPQB — Брюссель. Также встречаются: SPQS — в Сиене, SPQO — в Оломоуце.
В настоящее время используется в гербе города Рима, также изображена на многих городских зданиях и люках. В период Рисорджименто данная аббревиатура стала использоваться в символике возрождённого Итальянского государства; её можно встретить на итальянских плакатах Первой мировой войны.
Бенито Муссолини часто использовал SPQR для пропаганды своего режима.

## В изобразительном искусстве
В христианском искусстве монограмма встречается в различных сценах Страстей Христовых и для иллюстраций римской истории, указывая на присутствие римских солдат.